# Bisbat de Bèrgam

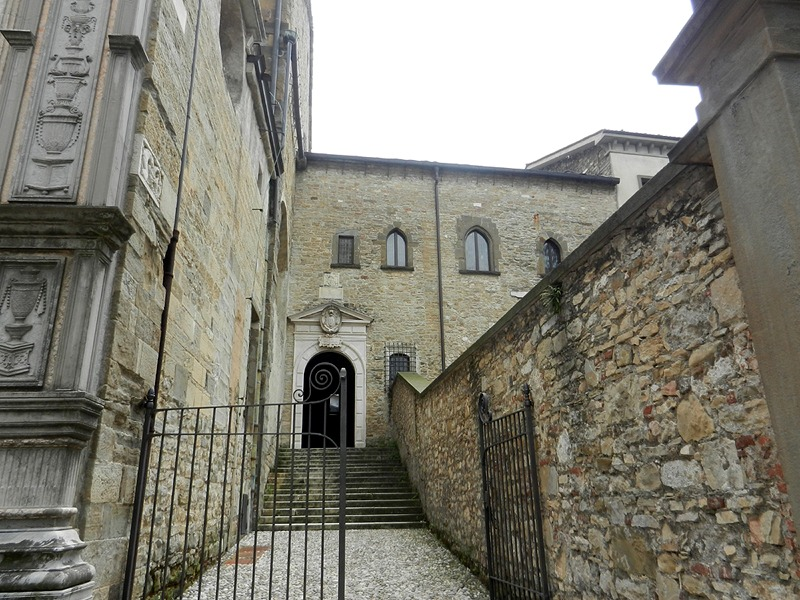
L'entrada de la Cúria episcopal de Bèrgam.

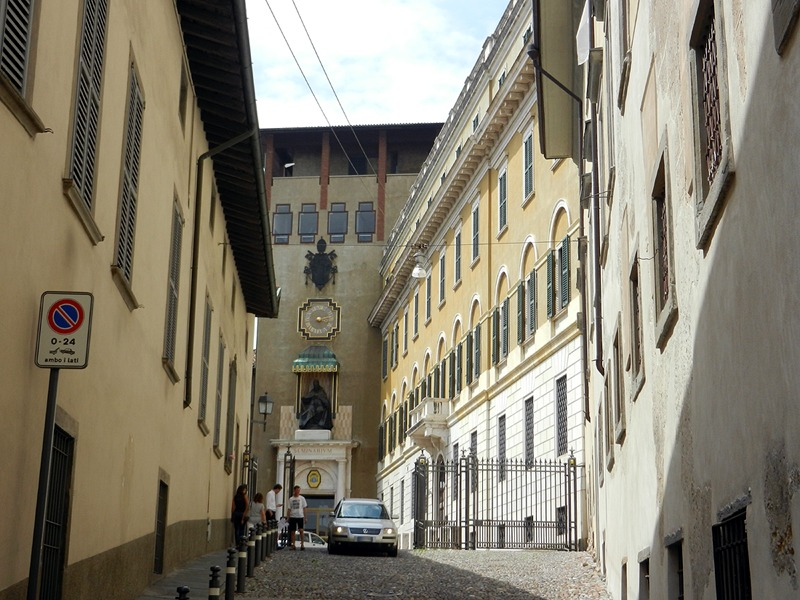
El seminari de la diòcesi.

El bisbat de Bèrgam (italià: diocesi di Bergamo; llatí: Dioecesis Bergomensis) és una seu de l'Església catòlica, sufragània de l'arquebisbat de Milà, que pertany a la regió eclesiàstica Llombardia. El 2012 tenia 912.000 batejats d'un total de 972.645 habitants. Actualment està regida pel bisbe Francesco Beschi.
El patró de la ciutat i de la diòcesi és Sant Alexandre. Sants Fermo i Rústic, Ambròs, Gregorio Barbarigo, Grata i la Mare de Déu de les Gràcies d'Ardesio són els copatrons de la diòcesi.

## Territori
La diòcesi de Bèrgam comprèn prop de 8/10 parts de la província de Bèrgam, excloent alguns municipis de l'alt Sebino (Lovere, Bossico, Costa Volpino i Rogno), i la citat de Palosco pertanyen a la diòcesi de Brescia, totes les parròquies de la Gera d'Adda i de la baixa, al sud del Fosso bergamasco, que pertanyen a l'arxidiòcesi de Milà (Treviglio) i a la diòcesi de Cremona (entre els quals Caravaggio).
També pertanyen a la diòcesi de Bèrgam la parròquia de Paratico (que pertany a la província de Brescia); i les parròquies del vicariat de Calolzio-Caprino (Calolziocorte, Carenno, Erve, Monte Marenzo, Torre de' Busi i Vercurago, que pertanyen a la província de Lecco). Les parròquies del vicariat de Calolzio-Caprino i algunes parròquies que pertanyen al vicariat Branzi-Santa Brigida i de San Giovanni Bianco-Sottochiesa segueixen el ritu ambrosià en comptes del romà, fent servir l'antic leccionari fins al 13 de novembre de 2010.
La frontera occidental de la diòcesi té una arrel històrica precisa, que es correspon a la frontera entre la República Veneciana i la Llombardia austríaca en vigència el 1787: en aquell any entrà en vigor un tractat entre el Senat Venecià i l'emperador Josep II que incloïa el principi, esdevingut habitual en els segles posteriors, que veia amb mals ulls la permanència d'una diòcesi transnacional, i això provocà un canvi cap a l'oest de la frontera amb l'arquebisbat de Milà, en precedència molt a favor d'aquesta darrera. L'única excepció és la parròquia de Pagazzano, llavors milanesa però eclesiàsticament sotmesa a un condomini particular cremonesa-pavesa d'arrels antigues: quan al segle xix es decidí normalitzar aquests llegats medievals, es pensà a normalitzar també religiosament un municipi que en temps havia esdevingut de Bèrgam.
La diòcesi comprèn els següents municipis: Bèrgam, Gandosso, Costa Serina, Sorisole, Azzano San Paolo, San Paolo d'Argon, Algua, Calolziocorte, Albino, Ponte San Pietro, San Pellegrino Terme, Paladina, Castione della Presolana, Gorle, Grone, Alzano Lombardo, Martinengo, Capriate San Gervasio, Cortenuova, Grassobbio, Mapello, Villongo, Viadanica, Ornica, Verdellino, Cazzano Sant'Andrea, Bracca, Fino del Monte, Mornico al Serio, Premolo, Dalmine, Strozza, Suisio, Villa d'Adda, Zandobbio, Oneta, Ponte San Pietro, Berbenno, Vedeseta, Sedrina, Caprino Bergamasco, Nembro, Olmo al Brembo, Piario, Sovere, Valbondione, Seriate, Peia, Villa di Serio, Zogno, Brumano, Almenno San Bartolomeo, Gromo, Branzi, Cassiglio, Colere, Filago, Alzano Lombardo, Oltre il Colle, Songavazzo, Ubiale Clanezzo, Colzate, Sant'Omobono Terme, Vertova, Luzzana, Roncola, Santa Brigida, Palazzago, Pontida, Pognano, Parzanica, Gerosa, Bonate Sotto, Villa d'Almè, Montello, Costa Serina, Pedrengo, Bonate Sopra, Calusco d'Adda, San Giovanni Bianco, Solto Collina, Torre de' Roveri, Gandino, Piazzatorre, Averara, Castro, Taleggio, Ardesio, Boltiere, Costa di Mezzate, Credaro, Endine Gaiano, Fiorano al Serio, Orio al Serio, Treviolo, Solza, Villa d'Ogna, Bagnatica, Carona, Casnigo, Dossena, Algua, Fuipiano Valle Imagna, Madone, Cavernago, Mezzoldo, Mozzo, Zogno, Predore, Scanzorosciate, Sotto il Monte Giovanni XXIII, Stezzano, Telgate, Vigano San Martino, Brembilla, Almè, Clusone, Sorisole, Ubiale Clanezzo, Torre de' Busi, Cisano Bergamasco, Cenate Sopra, Lurano, Ghisalba, Casazza, Capizzone, Castelli Calepio, Rovetta, Fara Olivana con Sola, Pradalunga, Foresto Sparso, Valsecca, Brusaporto, Cusio, Ponte Nossa, Brembate di Sopra, Calcinate, Camerata Cornello, Chiuduno, Cologno al Serio, Curno, Erve, Foppolo, Gandino, Locatello, Medolago, Oneta, Paratico, Piazzolo, Ranzanico, Valtorta, Vilminore di Scalve, Romano di Lombardia, Gazzaniga, Borgo di Terzo, Cortenuova, Valgoglio, Carenno, Tavernola Bergamasca, Cenate Sotto, Verdellino, Carvico, Entratico, Piazza Brembana, Torre Boldone, Villa d'Ogna, Moio de' Calvi, Bedulita, Leffe, Ponteranica, Riva di Solto, Cividate al Piano, Zanica, Carobbio degli Angeli, Gorlago, Monte Marenzo, Chignolo d'Isola, Cornalba, Parre, Trescore Balneario, Adrara San Rocco, Barzana, Bianzano, Comun Nuovo, Almenno San Salvatore, Cerete, Bottanuco, Gaverina Terme, Bottanuco, Terno d'Isola, Ambivere, Cene, Osio Sopra, Osio Sotto, Schilpario, Vercurago, Lallio, Oltressenda Alta, Valbrembo, Fonteno, Berzo San Fermo, Azzone, Bariano, Spirano, Aviatico, Ciserano, Isola di Fondra, Pagazzano, Urgnano, Spinone al Lago, Valleve, Levate, Roncobello, Rota d'Imagna, Blello, Albano Sant'Alessandro, Monasterolo del Castello i Morengo.

### Arxiprestats
Les 389 parròquies de la diòcesi estan agrupades en 25 arxiprestats exteriors i 3 arxiprestats urbans.
1. Branzi-Santa Brigida-S.Martino oltre la Goggia
2. Ardesio-Gromo
3. Vilminore
4. San Giovanni Bianco-Sottochiesa
5. Selvino-Serina
6. Clusone-Ponte Nossa
7. Gazzaniga
8. Gandino
9. Solto-Sovere
10. Borgo di Terzo-Casazza
11. Albino-Nembro
12. Brembilla-Zogno
13. Rota Imagna
14. Calolzio-Caprino
15. Capriate-Chignolo-Terno
16. Mapello-Ponte San Pietro
17. Almenno San Salvatore-Ponteranica-Villa d'Almè
18. Alzano
19. Trescore
20. Predore
21. Scanzo-Seriate
22. Calepio-Telgate
23. Dalmine-Stezzano
24. Spirano-Verdello
25. Ghisalba-Romano
26. Vicariato urbano nord-ovest

Catedral, Sant'Andrea, Fontana, Castagneta, Santa Grata inter vites, Santa Lucia, Sant'Alessandro in Colonna, Sant'Alessandro della Croce, Santa Maria delle Grazie
1. Vicariato urbano est

Santa Teresa, Valverde, Sant'Antonio, Valtesse, San Gregorio Barbarigo, Redona, Santa Caterina, San Francesco, Celadina, Sant'Anna, Boccaleone, Campagnola
1. Vicariato urbano sud-ovest

Santa Maria al Bosco, Longuelo, Loreto, San Giuseppe, Grumello del Piano, Colognola, Santa Croce, Sacro Cuore, San Tomaso, San Paolo, Ospedali Riuniti

## Història

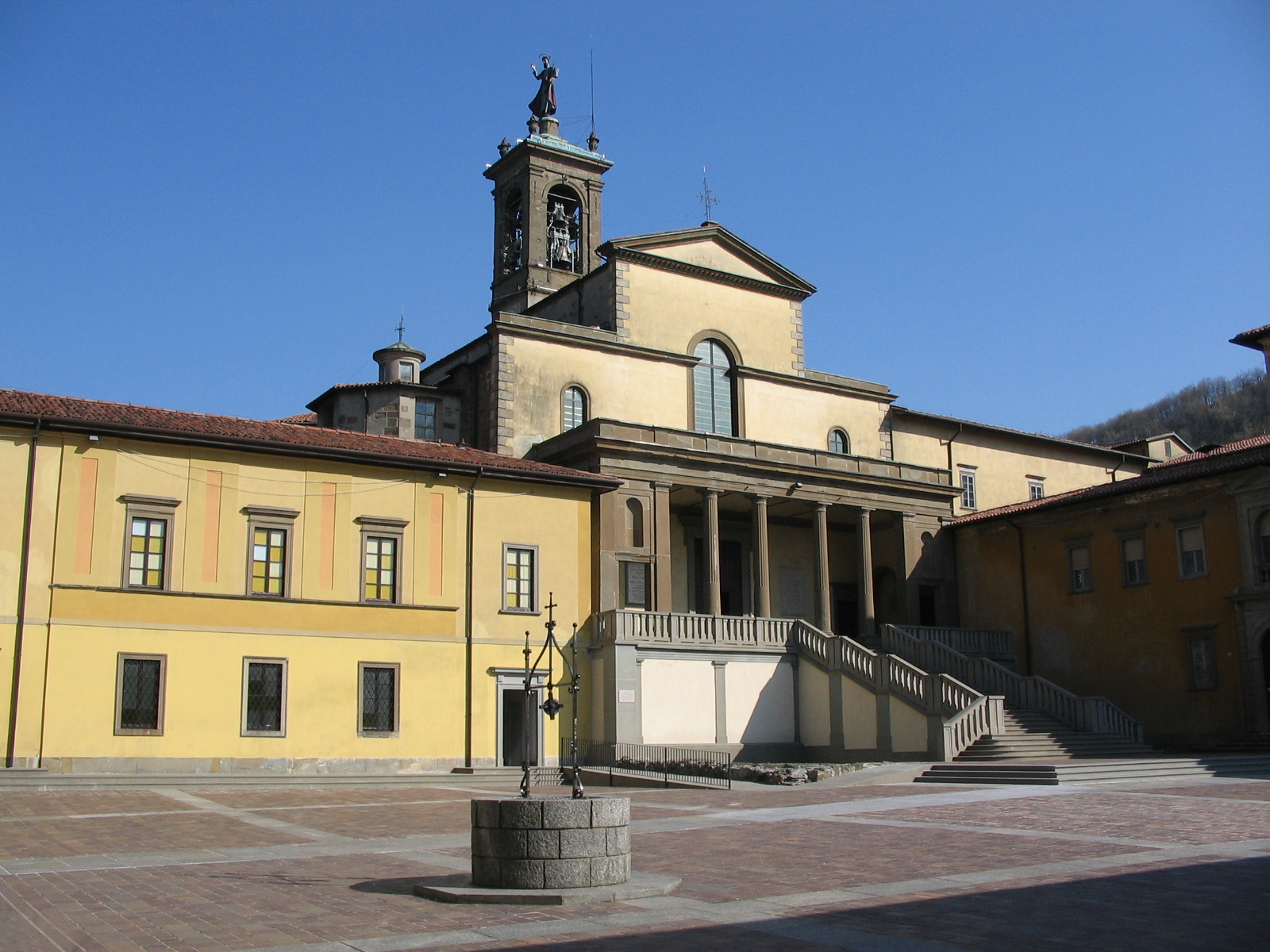
L'abadia de San Giacomo Maggiore de Pontida.

La diòcesi va ser erigida probablement al segle iv. En primer bisbe històricament documentat és anònim (potser Dominatore), tercer bisbe de la diòcesi, que fou consagrat pel bisbe de Milà, Sant Ambròs.
Durant l'edat mitjana, Bèrgam va tenir dues catedrals: Sant Alexandre i Sant Vicent. Aquesta situació anòmala, testificada ja al segle ix, produí durant segles desacords entre els dos capítols, fins que en 1561 els venecians destruïren per necessitats militars l'antiga catedral de Sant Alexandre. A principis del segle xvii el bisbe Giovanni Emo va reunir els canonges i finalment el bisbe sant Gregori Barbarigo va obtenir d'Innocenci XI la butlla Exponi nobis de 18 d'agost de 1697, que va establir una única catedral, dedicada a Sant Alexandre en la qual havia estat Sant Vicent, i un sol capítol.
El capítol de canonges tenia dret a governar la diòcesi durant els períodes de sede vacante i l'elecció del nou bisbe; això fins a 1251, quan per primera vegada, amb motiu de l'elecció d'Algisio de Rosciate, va ser el mateix Papa qui assumí aquesta prerrogativa.
Les indicacions del Concili de Trento van trobar aplicació immediata a Bèrgam: el seminari diocesà va ser instituït pel bisbe Federico Cornaro l'1 d'octubre de 1567; era el setè seminari a Itàlia i al món. Va ser traslladat a diversos edificis en 1572, i de nou en 1821 i en els anys seixanta.

## Cronologia episcopal

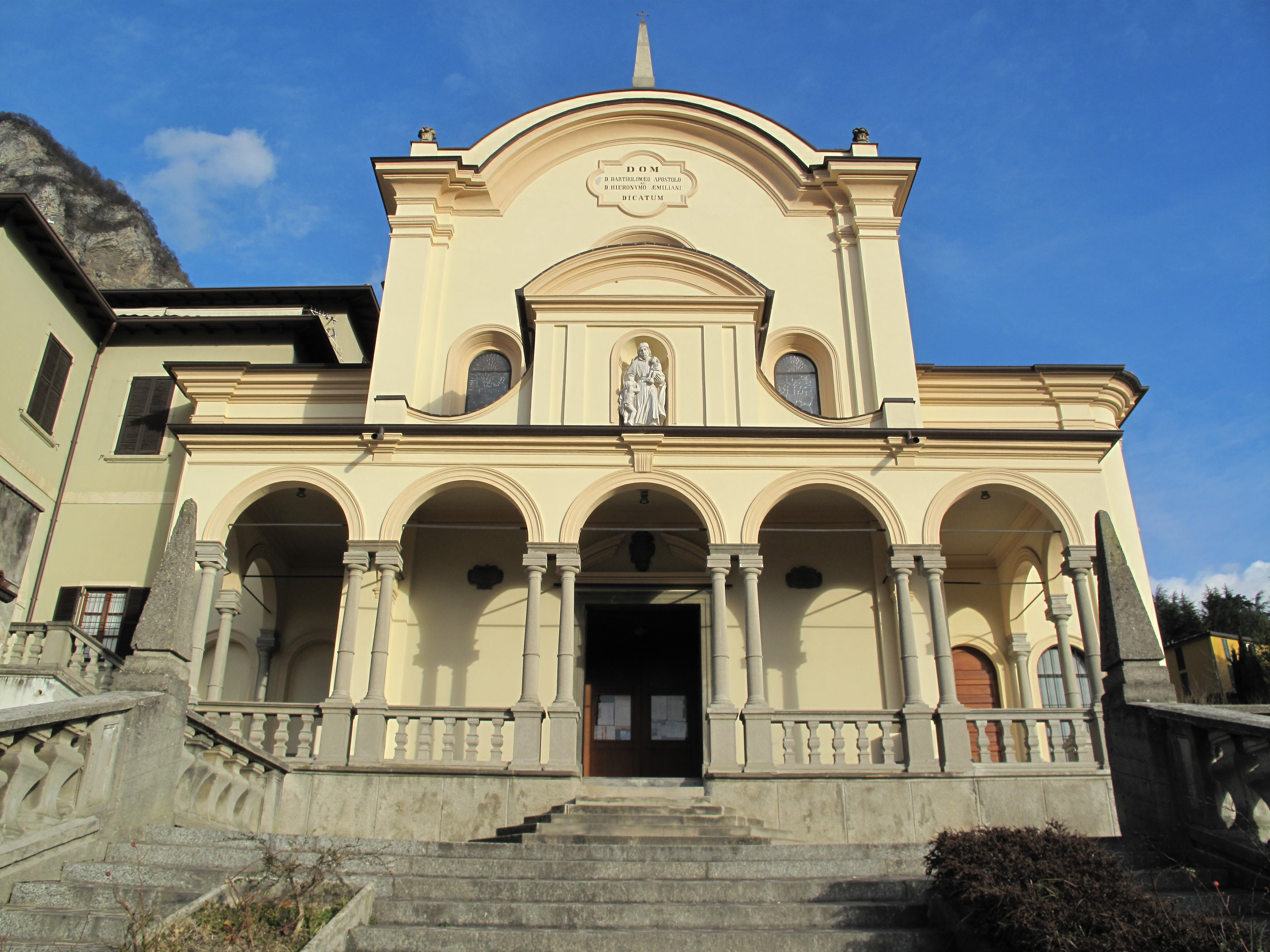
El Santuari de San Girolamo Emiliani de Somasca.

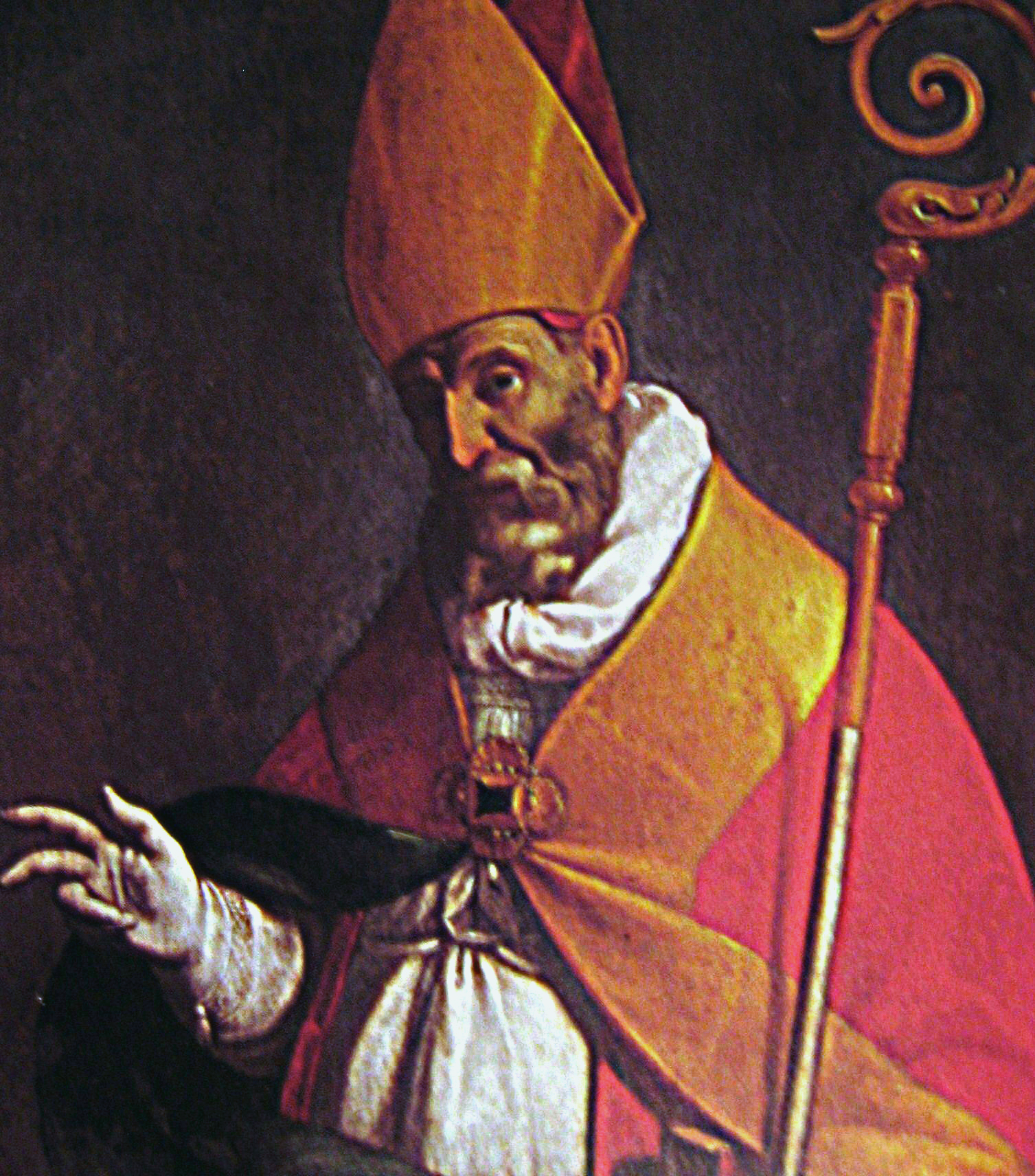
Carlo Ceresa, San Narno Vescovo, església de San Giovanni Apostolo, Villa d'Ogna.

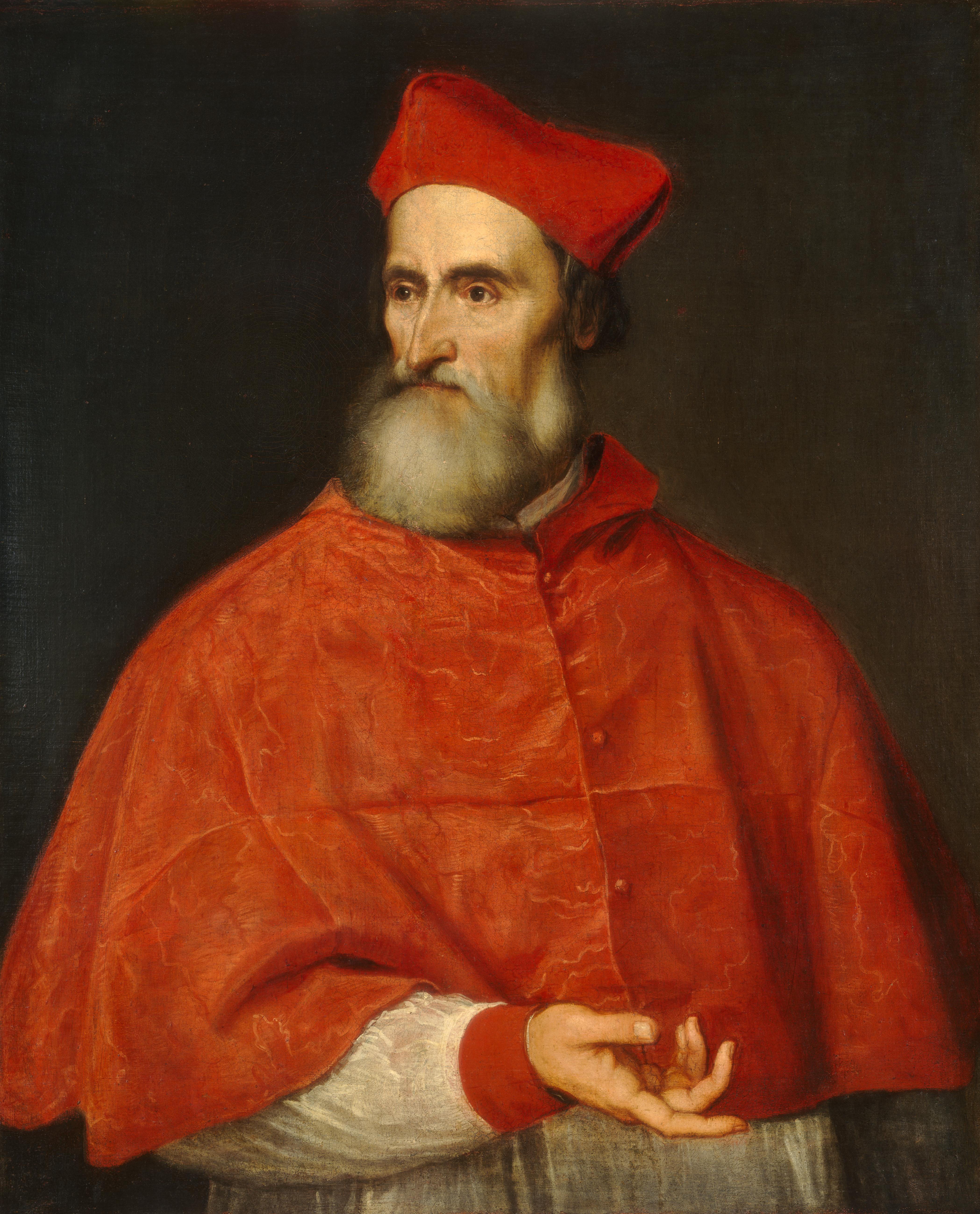
Tiziano, Retrat de Pietro Bembo.

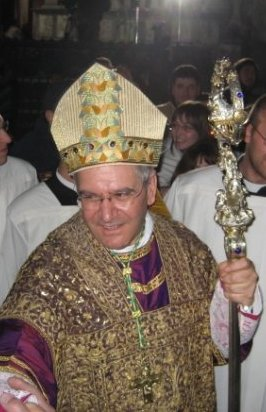
Francesco Beschi, actual bisbe de Bèrgam.

- San Narno ? † (vers la primera meitat del segle iv)
- San Viatore ? † (vers la meitat del segle iv)[3]
- Anonimo † (finals de 374 - inicis de 397)
- Anonimo †
- Dominatore †
- Stefano †
- Claudiano †
- Simpliciano †
- Bibiano †
- Quinziano †[4]
- Prestanzio † (citat el 451)
- Lorenzo † (citat el 501)
- San Giovanni † (citat el 680)
- Beato Antonino † (citat el 718)
- Antonio † (citat el 727)
- Agino † (citat el 764)
- Tachimpaldo † (inicis de 797 - finals de 814)
- Grasemondo † (inicis de 828 - finals de 830)
- Aganone † (inicis de 840 - finals de 863)
- Garibaldo † (inicis de 867 - finals de 888)
- Adalberto † (inicis de 894 - finals de 929)[5]
- Recone † (inicis de 938 - finals de novembre de 953)
- Olderico † (inicis de maig de 954 - finals de setembre de 968)
- Ambrogio I † (inicis de 971 - finals de maig de 973)
- Giselberto † (inicis d'abril de 975 - finals de 982)
- Azzone † (inicis de 987 - finals de 6 de febrer de 996)
- Reginfredo † (inicis de 18 de setembre de 996 - 28 de desembre de 1012 mort)
- Algherio † (inicis de novembre de 1013 - finals de 22 de juny de 1022 mort)
- Ambrogio II † (23 d'octubre de 1023 - 20 de setembre de 1057 mort)
- Attone I † (inicis d'abril de 1058 - finals d'abril de 1075)
- Arnolfo † (vers 1077 - 1106 deposat)
- Ambrogio III † (1111 - vers 1133 mort)
- Gregorio, O.Cist. † (1133 - vers 1146 mort)
- Gerardo † (inicis d'octubre de 1146 - vers 1167 deposat)
- Guala † (de desembre de 1167 - 30 d'octubre de 1186 mort)
- Lanfranco, O.S.B. † (26 de gener de 1187 - finals de 18 de juny de 1211 mort)
- Giovanni Tornielli, O.S.B.Vall. † (agost de 1211 - 7 de març de 1230 mort)
- Attone II † (1230 - 13 de juliol de 1240 mort)
- Enrico di Sesso † (18 de febrer de 1241 - 1 de setembre de 1242 mort)
  - Alberto da Terzo † (29 de setembre de 1242 - 24 de gener de 1251 dimití) (bisbe electe)
- Algisio da Rosciate, O.P † (11 de febrer de 1251 - 1259 dimití)
- Erbordo, O.P. † (inicis de 7 d'abril de 1260 - inicis de 24 d'abril de 1272 mort)
- Guiscardo de Suardi † (inicis de 8 de juliol de 1272 - 22 de febrer de 1281 mort)
- Roberto de Bonghi † (7 d'octubre de 1289 - inicis de 22 de desembre de 1291 mort)
- Giovanni da Scanzo † (31 de juliol de 1295 - 2 de novembre de 1309 mort)
- Cipriano degli Alessandri † (inicis de 8 de maig de 1310 - inicis de 3 de novembre de 1341 mort)
- Nicolò Canali † (18 de juliol de 1342 - 25 de setembre de 1342 nomenat arquebisbe de Ravenna)
- Bernardo Tricardo, O.Cist. † (7 d'octubre de 1342 - 23 d'octubre de 1349 nomenat bisbe de Brescia)
- Lanfranco de Saliverti, O.F.M.Conv. † (23 d'octubre de 1349 - 4 d'abril de 1381 mort)
  - Matteo d'Agazzi, O.F.M. † (16 de desembre de 1381 - ?) (antibisbe)
- Branchino Besozzi † (d'abril de 1381 - 22 de juny de 1399 mort)
- Ludovico Bonito † (5 de setembre de 1399 - 15 de novembre de 1400 nomenat arquebisbe de Pisa)
- Francesco Lante, O.F.M. † (4 d'octubre de 1401 - 27 de setembre de 1402 nomenat bisbe de Cremona)
- Francesco Aregazzi, O.F.M. † (31 de gener de 1403 - 6 d'agost de 1437 mort)
- Polidoro Foscari † (27 de setembre de 1437 - 5 de novembre de 1449 nomenat arquebisbe de Zara)
- Giovanni Barozzi † (5 de novembre de 1449 - 7 de gener de 1465 nomenat Patriarca de Venècia)
- Lodovico Donà † (9 de gener de 1465 - 20 de juliol de 1484 mort)
- Lorenzo Gabriel † (13 d'octubre de 1484 - 6 de juliol de 1512 mort)
- Niccolò Lippomano † (16 de juliol de 1512 - 4 de juliol de 1516 dimití)
- Pietro Lippomano † (4 de juliol de 1516 - 18 de febrer de 1544 nomenat bisbe de Verona)
  - Pietro Bembo, O.S.Io.Hier. † (18 de febrer de 1544 - 18 de gener de 1547 mort) (administrador apostòlic)[6]
- Vittore Soranzo † (18 de gener de 1547 - 15 de maig de 1558 mort)[7]
- Luigi Lippomano † (20 de juliol de 1558 - 15 d'agost de 1559 mort)
  - Luigi Corner † (13 de març de 1560 - 15 de gener de 1561 dimití) (administrador apostòlic)
- Federico Corner † (15 de gener de 1561 - 19 de juliol de 1577 nomenat bisbe de Pàdua)
- Gerolamo Regazzoni † (19 de juliol de 1577 - 7 de març de 1592 mort)
- Giambattista Milani, C.R. † (8 d'abril de 1592 - 1611 dimití)
- Giovanni Emo † (18 d'abril de 1611 - 16 d'octubre de 1622 mort)
- Federico Baldissera Bartolomeo Cornaro † (23 de febrer de 1623 - 7 de setembre de 1626 nomenat bisbe de Vicenza)
- Agostino Priuli † (8 de febrer de 1627 - 4 d'octubre de 1632 mort)
- Luigi Grimani † (12 de gener de 1633 - 4 de desembre de 1656 mort)
- San Gregorio Giovanni Gasparo Barbarigo † (9 de juliol de 1657 - 24 de març de 1664 nomenat bisbe de Pàdua)
- Daniele Giustinian † (23 de juny de 1664 - 11 de gener de 1697 mort)
- Luigi Ruzzini † (27 de gener de 1698 - 18 de març de 1708 mort)
- Pietro Priuli † (14 de maig de 1708 - 22 de gener de 1728 mort)
- Leandro di Porcia, O.S.B. † (12 d'abril de 1728 - 18 de novembre de 1730 dimití)
- Antonio Redetti † (22 de novembre de 1730 - 4 de maig de 1773 mort)
- Marco Molin, O.S.B. † (13 de setembre de 1773 - 2 de març de 1777 mort)
- Gian Paolo Dolfin, O.S.B. † (28 de juliol de 1777 - 19 de maig de 1819 mort)
- Pietro Mola † (8 de gener de 1821 - 16 de gener de 1829 mort)
  - Sede vacante (1829-1831)
- Carlo Gritti Morlacchi † (23 de febrer de 1831 - 17 de desembre de 1852 mort)
- Pietro Luigi Speranza † (19 de desembre de 1853 - 4 de juny de 1879 mort)
- Gaetano Camillo Guindani † (19 de setembre de 1879 - 21 d'octubre de 1904 mort)
- Giacomo Maria Radini-Tedeschi † (20 de gener de 1905 - 22 d'agost de 1914 mort)
- Luigi Maria Marelli † (15 de desembre de 1914 - 14 d'abril de 1936 mort)
- Adriano Bernareggi † (14 d'abril de 1936 - 23 de juny de 1953 mort)
- Giuseppe Piazzi † (1 d'octubre de 1953 - 5 d'agost de 1963 mort)
- Clemente Gaddi † (25 de setembre de 1963 - 20 de maig de 1977 jubilat)
- Giulio Oggioni † (20 de maig de 1977 - 21 de novembre de 1991 jubilat)
- Roberto Amadei † (21 de novembre de 1991 - 22 de gener de 2009 jubilat)
- Francesco Beschi, des del 22 de gener de 2009

## Persones relacionades amb la diòcesi
- sant papa Joan XXIII
- don Antonio Seghezzi
- padre David Maria Turoldo

## Estadístiques
A finals del 2012, la diòcesi tenia 912.000 batejats sobre una població de 972.645 persones, equivalent al 93,8% del total.

| any  | població | població | població | sacerdots | sacerdots       | sacerdots       | sacerdots             | diaques | religiosos | religiosos | parroquies |
| ---- | -------- | -------- | -------- | --------- | --------------- | --------------- | --------------------- | ------- | ---------- | ---------- | ---------- |
| any  | batejats | total    | %        | total     | clergat secular | clergat regular | batejats por sacerdot | diaques | homes      | dones      |            |
| 1950 | 560.000  | 560.000  | 100,0    | 1.060     | 1.060           |                 | 528                   |         | 207        | 3.964      | 397        |
| 1959 | 629.000  | 631.400  | 99,6     | 1.194     | 1.028           | 166             | 526                   |         | 328        | 4.260      | 412        |
| 1969 | 695.176  | 706.483  | 98,4     | 1.149     | 945             | 204             | 605                   |         | 275        | 4.063      | 403        |
| 1980 | 782.000  | 797.554  | 98,0     | 1.145     | 902             | 243             | 682                   |         | 393        | 3.840      | 427        |
| 1990 | 808.000  | 816.122  | 99,0     | 1.100     | 834             | 266             | 734                   |         | 359        | 3.371      | 387        |
| 1999 | 850.000  | 873.519  | 97,3     | 1.063     | 826             | 237             | 799                   |         | 325        | 2.904      | 389        |
| 2000 | 851.000  | 878.569  | 96,9     | 1.058     | 820             | 238             | 804                   |         | 320        | 2.904      | 389        |
| 2001 | 852.000  | 882.350  | 96,6     | 1.037     | 810             | 227             | 821                   |         | 313        | 2.784      | 389        |
| 2002 | 845.000  | 887.244  | 95,2     | 1.037     | 816             | 221             | 814                   |         | 299        | 2.667      | 389        |
| 2003 | 860.000  | 894.584  | 96,1     | 1.016     | 803             | 213             | 846                   |         | 278        | 2.614      | 389        |
| 2004 | 861.000  | 897.998  | 95,9     | 1.024     | 798             | 226             | 840                   |         | 294        | 2.590      | 389        |
| 2006 | 880.000  | 914.259  | 96,3     | 1.003     | 790             | 213             | 877                   |         | 273        | 2.449      | 389        |
| 2012 | 912.000  | 972.645  | 93,8     | 957       | 777             | 180             | 952                   | 8       | 227        | 2.105      | 389        |